# Facultad de Ciencias Económicas y Administrativas de la Universidad de Concepción
La Facultad de Ciencias Económicas y Administrativas de la Universidad de Concepción (FACEA) es una de las 16 facultades de la Universidad de Concepción, en Chile. Fue creada el 28 de enero de 1957 durante la rectoría de David Stitchkin. Dicta las carreras de ingeniería comercial y Auditoría y se ubica inmediatamente atrás de la Biblioteca Central, junto a la calle Victor Lamas.

## Historia
El Consejo Universitario aprobó la creación de la Escuela de Ingeniería Comercial como dependiente de la antigua escuela de Derecho de la universidad. Inicia clases entonces con 65 alumnos en abril de 1957, en la calle O'Higgins N° 850, hasta que el terremoto de 1960 destruyó la casa que mantenía a la carrera. Se sucedieron varias dependencias hasta 1960, donde el Directorio de la universidad aprobó el cambio de nombre a Escuela de Economía y Administración. Ya en 1961 egresan los primeros Ingenieros Comerciales.
En enero de 1969, la Escuela de Economía y Administración se traslada a la Ciudad Universitaria, al edificio actual del Departamento de Ingeniería de Sistemas. En 1981 ocurre otro traslado interno al edificio que ocupaba el área de Ciencias Sociales, se crea además la carrera de Auditoría Diurna, los programas de Diplomado, Magíster, Asistencia Técnica y cursos de capacitación.
Finalmente en agosto de 1995 se aprueba la ampliación de la facultad, iniciándose en junio de 1997 las obras. La entrega se realiza el año siguiente 1998: un edificio con la superficie de 1260 m² más.